# Eva Goris
Eva Goris (* 3. Mai 1956 in Gelsenkirchen) ist eine deutsche Journalistin. Von 1990 bis 2008 war sie als Ressortleiterin Umwelt bei Bild am Sonntag und ist seit Mitte 2008 als Pressesprecherin der Deutschen Wildtier Stiftung tätig.

## Zur Autorin
Eva Goris hat an der Ruhruniversität Bochum Biologie studiert. Von 1978 bis 1986 war sie Redakteurin bei der Westdeutschen Allgemeinen Zeitung (WAZ) in Essen. Dann wechselte die Journalistin nach Hamburg und arbeitete als Pressesprecherin der Umweltschutzorganisation Greenpeace. Von 1990 bis 2008 war sie als Ressortleiterin Umwelt bei Bild am Sonntag und ist seit Mitte 2008 als Pressesprecherin der Deutschen Wildtier Stiftung tätig. Die Autorin lebt in Hamburg.
Die Journalistin war bis Mitte 2008 Mitglied im deutschen Nationalkomitee für die UN-Dekade Bildung für nachhaltige Entwicklung.
Eva Goris ist Autorin zahlreicher Wissenschafts-Serien wie Tatort Tierfabrik, Vergifteter Alltag und Wissen, was wir essen und Besser essen. Als Klima-Kommissarin hat die Journalistin 2007 einen Themenschwerpunkt für Bild am Sonntag gesetzt.
Die Autorin zahlreicher Auslandsreportagen hat für Bild am Sonntag aus Kriegs- und Krisengebieten berichtet. Sie war in den Hungerlagern Somalias, hat über das Leid der Minenopfer in Angola, Afghanistan und Sarajewo geschrieben und den Völkermord in Ruanda dokumentiert. Eva Goris war auf der Karibikinsel Montserrat, als dort der Vulkan Soufrière ausbrach und die Insel verwüstete. Sie hat den Dalai Lama in seinem nordindischen Exil in Dharamsala interviewt und für Natur-Reportagen Südamerika, Indonesien, Australien und über 30 afrikanische Staaten bereist.

## Auszeichnungen
Für ihre BILD am SONNTAG-Serie über Kinder dieser Welt wurde sie 2000 mit der Ehrenmedaille der SOS-Kinderdörfer ausgezeichnet. Für ihre Tier- und Umwelt-Reportagen erhielt sie 2004 eine Auszeichnung des Deutschen Tierschutzbundes und für die Bild am Sonntag-Serie Wissen, was wir essen wurde Eva Goris von der Deutschen Gesellschaft für Ernährung mit dem Journalistenpreis 2004 ausgezeichnet. Im Januar 2006 erhielt sie den Umweltmedienpreis der Deutschen Umwelthilfe in der Kategorie Printmedien.

## Veröffentlichungen (Auswahl)
- mit Michaela Hansen: Als Granny Aupair in die Welt, dtv premium, München 2013, ISBN 978-3-423-26007-7.
- mit Claus-Peter Hutter: Der Duft-Code – Wie die Industrie unsere Sinne manipuliert, Heyne, München 2011, ISBN 978-3-453-20001-2.
- Schmeckt's noch? Die Wahrheit über die Praktiken der Lebensmittelindustrie. Knaur-TB 77984, München ISBN 978-3-426-77984-2.
- mit Claus-Peter Hutter: Die Erde schlägt zurück – Wie der Klimawandel unser Leben verändert, Szenario 2035. Droemer-Knaur, München 2009, ISBN 978-3-426-27503-0.
- mit Claus-Peter Hutter: Warum haben Gänse Füßchen?, Droemer-Knaur, München 2008, ISBN 978-3-426-78058-9 (Ursprung von deutschen Redensarten).
- mit Claus-Peter Hutter: Collektion des verlorenen Wissens – Was Opa noch wußte, Droemer-Knaur, München 2008, ISBN 978-3-426-27398-2.
- Unser kläglich Brot: gute Ernährung kommt nicht aus der Tüte, Droemer-Knaur, München 2007, ISBN 978-3-426-27413-2 (kritischer Ratgeber zur industriellen Lebensmittelproduktion).
- Wissen, was wir essen: unsere Lebensmittel kritisch aufgetischt, Riva, 2004, ISBN 978-3-936994-07-0.
- Und die Seele wird nie satt ... : ein Ratgeber zur Überwindung von Essstörungen bei Kindern und Jugendlichen, Heyne-Bücher 8, Heyne-Ratgeber 5368, München 2001, ISBN 3-453-18879-9.
- Essen, aber was? Ullstein Verlag, München 2001, ISBN 3-548-45001-6 (kritischer Ratgeber rund ums Essen)
- mit Claus-Peter Hutter: Federleicht – Das erstaunliche Leben der Spatzen, Wilhelm Heyne Verlag, München 2022, ISBN 978-3-453-28138-7.